# Iwan Alexandrowitsch Kowaljow
Iwan Alexandrowitsch Kowaljow (russisch Иван Александрович Ковалёв, englisch Ivan Kovalev; * 26. Juli 1986 in Alapajewsk, Oblast Swerdlowsk, Russische SFSR, UdSSR) ist ein ehemaliger russischer Bahn- und Straßenradrennfahrer.

## Sportliche Laufbahn
Iwan Kowaljow begann seine Karriere 2006 bei dem russischen Continental Team Omnibike Dynamo Moscow. Bei Läufen des Weltcups 2005/06 und 2006/07 gewann er die Scratch-Rennen. In der Mannschaftsverfolgung belegte er mit Alexander Serow, Nikolai Trussow und Iwan Rowny den dritten Platz hinter Recycling.co.uk und der deutschen Nationalmannschaft.
Zwei Tage vor Beginn der UCI-Bahn-Weltmeisterschaften 2010 in Melbourne wurde Kowaljow 500 Meter vom Dunc Gray Velodrome entfernt von einem Auto angefahren und brach sich eine Schulter, sodass er nicht an der WM teilnehmen konnte.
2011 wurde er russischer Meister im Omnium und zusammen mit Jewgeni Kowaljow, Alexei Markow und Alexander Serow in der Mannschaftsverfolgung. In der gleichen Besetzung gewann sein Team die Mannschaftsverfolgungen bei den Austragungen des Bahnrad-Weltcup 2011/12 in Astana und Peking. Zwischen 2009 und 2013 hatte er auch diverse Erfolge auf der Straße. Bei den UCI-Bahn-Weltmeisterschaften 2014 in Cali (Kolumbien) wurde er Weltmeister im Scratch. Anschließend beendete er seine Radsportlaufbahn.
Der Radsportler Jewgeni Kowaljow ist sein jüngerer Bruder. Zeitweise starten sie bei der Mannschaftsverfolgung in der gleichen Mannschaft.

## Erfolge

### Bahn
2004
- Junioren-Weltmeisterschaft – Mannschaftsverfolgung (mit Andrei Kljujew, Sergei Kolesnikow und Alexey Bauer)
- Junioren-Europameisterschaft – Einerverfolgung, Mannschaftsverfolgung (mit Sergei Kolesnikow, Waleri Walinin und Alexey Bauer)

2005
- Weltcup in Moskau – Scratch

2006
- Weltcup in Moskau – Scratch

2008
- Europameister – Punktefahren (U23)

2011
- Russischer Meister – Mannschaftsverfolgung mit Jewgeni Kowaljow, Alexei Markow und Alexander Serow
- Russischer Meister – Omnium
- Weltcup Astana – Mannschaftsverfolgung mit Jewgeni Kowaljow, Alexei Markow und Alexander Serow

2012
- Weltcup Peking – Mannschaftsverfolgung mit Jewgeni Kowaljow, Alexei Markow und Alexander Serow

2014
- Weltmeister – Scratch

### Straße
2009
- eine Etappe Five Rings of Moscow
- eine Etappe Vuelta Ciclista a Costa Rica

2010
- eine Etappe Five Rings of Moscow

2013
- Grand Prix of Moscow

## Teams
- 2006: Omnibike Dynamo Moscow
- 2007: Amore & Vita-McDonald’s
- 2008: Katyusha
- 2009: Moscow
- 2010: Moscow
- 2012: RusVelo
- 2013: RusVelo
- 2014: Russian Helicopters (bis 2. Juni)
- 2014: RTS-Santic Racing Team (ab 25. Juni)